# Гунькін Леонід Дмитрович
Леонід Дмитрович Гунькін (1917—1956) — радянський працівник сільського господарства, завідувач конефермою колгоспу ім. Ворошилова, Герой Соціалістичної Праці.

## Біографія
Народився 21 листопада 1917 року в станиці Єрмаковська Першого Донського округу Області війська Донського (нині Тацинського району Ростовської області).
З 1929 року працював на конефермі колгоспу ім. Ворошилова. У 1937—1938 роках, будучи табунщиком, від 22 кобил отримав і зберіг 22 лошати. За це досягнення нагороджений орденом Трудового Червоного Прапора і призначений завідувачем фермою.
Став першим Героєм Соціалістичної Праці в Тацинському районі.
Помер 25 грудня 1956 року.

## Пам'ять
- У 1988 році в станиці Єрмаковській з'явилася вулиця імені знаменитого коневода.
- На Алеї слави в станиці Тацинській встановлено його бюст[2][3].

## Нагороди
- Герой Соціалістичної Праці (Указ Президії Верховної Ради СРСР від 13 серпня 1949 року — за одержання високої продуктивності тваринництва в 1948 році при виконанні колгоспами обов'язкових поставок сільськогосподарських продуктів).
- Нагороджений орденом Леніна, орденом Трудового Червоного Прапора і медалями.